# Dobromił Serwa
Dobromił Serwa (ur. 1977) – polski ekonomista, doktor habilitowany nauk ekonomicznych.

## Życiorys
W 2001 r. ukończył studia finansów i bankowości w Szkole Głównej Handlowej, w 2008 r. obronił pracę doktorską pt. Ekonometryczna analiza zmian kursu walutowego na przykładzie polskiego rynku finansowego, której promotorem była dr hab. Wanda Marcinkowska-Lewandowska, w 2015 r. habilitował się na podstawie pracy zatytułowanej Ekonometryczne modelowanie procesów zachodzących w sektorze bankowym w czasie boomów kredytowych i kryzysów bankowych. 
Został pracownikiem naukowym w Szkole Głównej Handlowej w Warszawie, oraz należy do Rady Dyscypliny Naukowej - Ekonomii i Finansów SGH.
Był asystentem w Narodowym Banku Polskim.